# Храпаченко Олександр Володимирович
Олександр Володимирович Храпаченко  (18 вересня 1987, Рівне — 20 лютого 2014, Київ) — активіст Євромайдану. Театральний режисер-початківець. Убитий пострілом снайпера на вулиці Інститутській у Києві. Герой Небесної Сотні. Герой України. Почесний громадянин міста Рівного.

## Біографія
Закінчив школу № 19, м. Рівного. Навчався в Рівненському гуманітарному університеті на кафедрі театральної режисури. Олександр був життєрадісним, енергійним і повним ентузіазму чоловіком. Він захоплювався туризмом, полюбляв мандрівки, займався скелелазінням.
У 2004 році вступив до Рівненського гуманітарного університету на художньо-педагогічний факультет, кафедру театральної режисури, спеціальність — режисер драматичного театру. У 2010 році  закінчив РДГУ з освітнім рівнем — бакалавр.
Під час навчання у ВУЗі Олександр був найяскравішим студентом усього факультету. В силу своєї неординарності, відкритості та своїм творчим здібностям його знали всі. Під час навчання грав в багатьох режисерських роботах студентів. Його запрошували і старші курси до себе виконати ту чи іншу роль в постановці. Разом із акторським талантом Олександр був щедро наділеним режисерськими здібностями. Зробив не одну театральну постановку. Його етюди на першому курсі вражали усіх викладачів своїм виконанням та видумкою. Режисерські роботи Олександра: А. П. Чехов «Ведмідь», С. Мрожек «Стриптиз»; акторські роботи: А. Салинський «Сьогодні я стану жінкою», О. Слаповський «Від червоного щура до зеленої зірки», Софокл «Ісмена». та ін..
Олександр також знявся в одному фільмі — «Воскресіння». Фільм був знятий Рівненським телеканалом РТБ, в якому Саша виконав роль солдата, який повернувся з війни додому.
При кафедрі театральної режисури діяв театр вільної пластики «Яблуко», Олександр був провідним актором-солістом цього театру. Завдяки природній пластиці тіла та роботі над собою він вміло володів своїм тілом на сцені та виконував трюки. Театр вільної пластики діяв від молодіжної організації УМСА (одна з найбільших молодіжних організацій в світі, заснована в 1844 році Джорджем Вільямсом). Найвідоміша робота театру вільної пластики — вистава «Як тебе звуть?» Вистава тривалість в 30 хв. англійською мовою з текстом в записі, яка була зроблена в підтримку боротьби зі СНІДом. Олександр виконував там головну роль.
Також був скаут-рейнджером (тобто скаутом, який проходить школу виживання та лідерства, долає фізичні та психологічні навантаження і має лідерські якості). З кожної школи з 30-40 чоловік тільки 7-8 ставало рейнджерами. Крім того, він був скіфом — брав участь у військовому рятувальному підрозділі. Одного разу Олександр під час походу врятував життя чоловікові.
Окрім театру та гір захоплювався рок-музикою. Олександр мав наречену, з якою 7 років був в стосунках. Це Катерина Самчук, на літо 2014 року планувалось весілля.

### Обставини вбивства

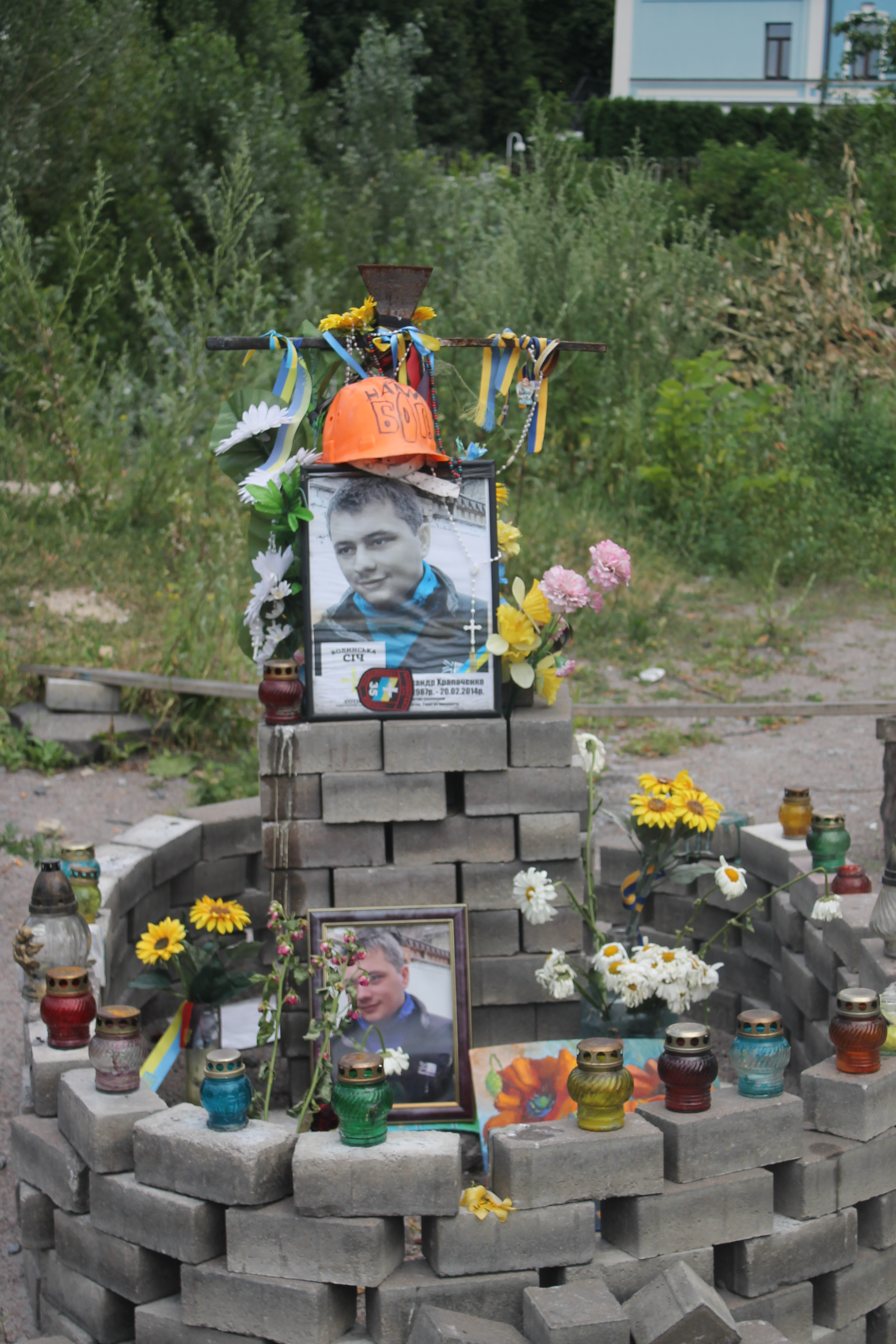
Пам'ятний знак Олександрові Храпаченку на алеї Героїв Небесної сотні (ву. Інститутська, Київ)

Загинув від кулі снайпера, що потрапила у ключицю, пройшла легені та застрягла у печінці. Убитий близько 11:00, смерть настала миттєво.
За повідомленням Володимира Пастушка (члена сотні «Волинська Січ», до якої також належав Олександр Храпаченко), його було вбито пострілом з готелю «Україна», на останній барикаді по Інститутській вулиці. З цієї ж сотні всього загинуло шість чоловік та десять було поранено.
В одному з інтерв'ю Володимир Пастушок написав: «Ми із ним були найкращими друзями. Зараз багато невідомих осіб розповідають про те, що вони теж із ним були постійно на Євромайдані (зараз багато „майданівців“ познаходилось). А тоді до нашої рівненської компанії входили: я, Храпаченко, Едуард Гриневич, Іван Городнюк („Месник“), Євгеній Перев'язко („Шаула“). Саша загинув у бою. Він був на барикаді за Жовтневим, нам з Шаулою довелося побігти униз по їжу, бо зранку нічого не їли, а сили нам були дуже потрібні, адже із хвилини на хвилину міг розпочатися наступ „Беркута“. Коли я повернувся, то він був уже на першій барикаді зверху, керуючи захистом. Я чомусь тоді відчував, що уб'ють мене, а не його, і ходив там на повен зріст. Він, побачивши це, гукнув: „Пісне! Пісне! Заляж, не геройствуй!“. І це були останні його слова, після цього я впав, а далі почув постріл, і… все. Що відбувалося потім, не дуже добре пам'ятаю, бо плакав, кричав, словом, істерика…»
Похований 23 лютого 2014 року у Рівному на цвинтарі «Новий» поряд з іншими загиблими героями Небесної сотні.
За суспільним визнанням належить до «Небесної сотні».

## Вшанування пам'яті
- У жовтні 2014 року на фасаді будинку, де проживав Олександр Храпаченко, була встановлена меморіальна дошка на його честь.
- У грудні 2014 року у 19-й рівненскій школі, де навчався Олександр Храпаченко, встановлено меморіальну дошку на його честь[2].
- У річницю загибелі, 20 лютого 2015 року, на стіні головного корпусу, рідного ВНЗ Олександра, Рівненського державного гуманітарного університету, відкрито пам'ятну дошку[3].
- У 2016 році про Олександра Храпаченка було знято документальний фільм «Саша Х., Крила на Майдані» (режисер Е. Графф)[4]
- 3 листопада 2021 року започатковано Міську молодіжну премію імені Олекспндра Храпаченка в галузі театрального мистецтва[5]

### Нагороди
- Звання Герой України з удостоєнням ордена «Золота Зірка» (21 листопада 2014, посмертно) — за громадянську мужність, патріотизм, героїчне відстоювання конституційних засад демократії, прав і свобод людини, самовіддане служіння Українському народу, виявлені під час Революції гідності[6]
- Медаль «За жертовність і любов до України» (УПЦ КП, червень 2015) (посмертно)[7]
- звання Почесний громадянин міста Рівного та відзнака "За заслуги перед містом" І ступеня (3 червня 2014, посмертно)[8]